# Flavio Vanzella

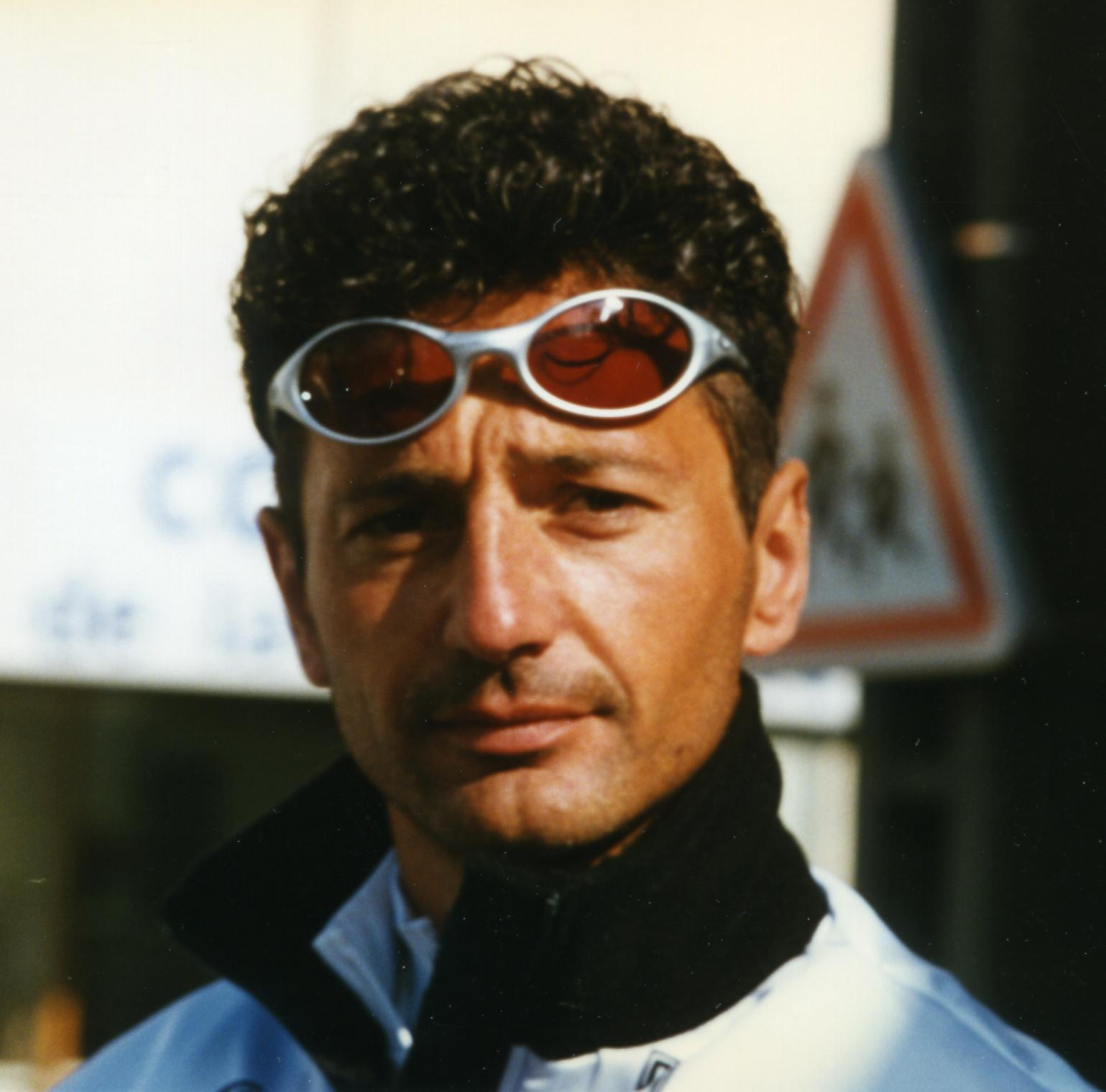
Flavio Vanzella

Flavio Vanzella (* 4. März 1964 in Vazzola) ist ein ehemaliger italienischer Radrennfahrer und Weltmeister.
Vanzella kam 1980 zum Radsport, vorher war er in der Leichtathletik aktiv. 1985 war er erstmals bei einer großen Etappenfahrt am Start, bei der Internationalen Friedensfahrt wurde er 65. des Gesamtklassements. 1986 gewann Flavio Vanzella die Regio-Tour. Im selben Jahr wurde er bei den UCI-Straßen-Weltmeisterschaften in Colorado Springs Vizeweltmeister im Mannschaftszeitfahren, gemeinsam mit Mario Scirea, Eros Poli und Massimo Podenzana. Im Jahr darauf errang der italienische Straßenvierer (Vanzella, Poli, Scirea, Roberto Fortunato) bei den Weltmeisterschaften in Villach den Titel. Vanzella wurde zudem Dritter der italienischen Straßenmeisterschaft der Amateure. 1988 startete er bei den Olympischen Spielen in Seoul und wurde Fünfter im Mannschaftszeitfahren.
1989 wurde Vanzella Profi. Sechsmal startete er bei der Tour de France, konnte sich aber nie in der Gesamtwertung vorne platzieren. 1994 trug er zwei Tage lang das Gelbe Trikot. Bei der Tour de Suisse 1995 gewann er eine Etappe und im selben Jahr den Giro del Veneto.
1998 beendete Flavio Vanzella seine Radsport-Karriere, lebt heute in Susegana und führt gemeinsam mit seiner Schwester ein Weingut.